# Pancarré
Il pancarré, dal francese pain carré (lett. pane quadrato), detto anche pane in cassetta, pan bauletto, pane da sandwich, pane da tramezzini e pane da toast, è un tipo di pane spesso contenente burro o grassi vegetali generalmente usato per la preparazione di toast o per la tostatura in generale. Grazie a un impasto particolare, risulta notevolmente morbido e si presta molto anche alla preparazione di tramezzini. Quelli industriali sono spesso trattati con alcol etilico come antimicrobico.

## Denominazioni
L'alimento cambia nome a seconda del paese. In inglese è noto come pullman loaf, pan loaf, sandwich loaf e pan bread, in francese come pain de mie (pan di mollica) e pain anglais (pane inglese), in Belgio come pain brique (pane mattone) e in Germania come weissbrot (pane bianco).
Sebbene tali denominazioni siano considerate dei sinonimi, diverse fonti sottolineano che possono anche indicare, in alcuni casi, dei pani con delle caratteristiche specifiche. Ad esempio, alcuni sottolineano che il pane in cassetta britannico presenta una parte superiore tondeggiante, mentre quello statunitense, detto pullman loaf è a parallelepipedo; altri specificano che il francese pain de mie (lett. "pane di mollica") presenta una mollica più compatta rispetto a quella degli altri pani in cassetta.

## Storia

### Origini italiane

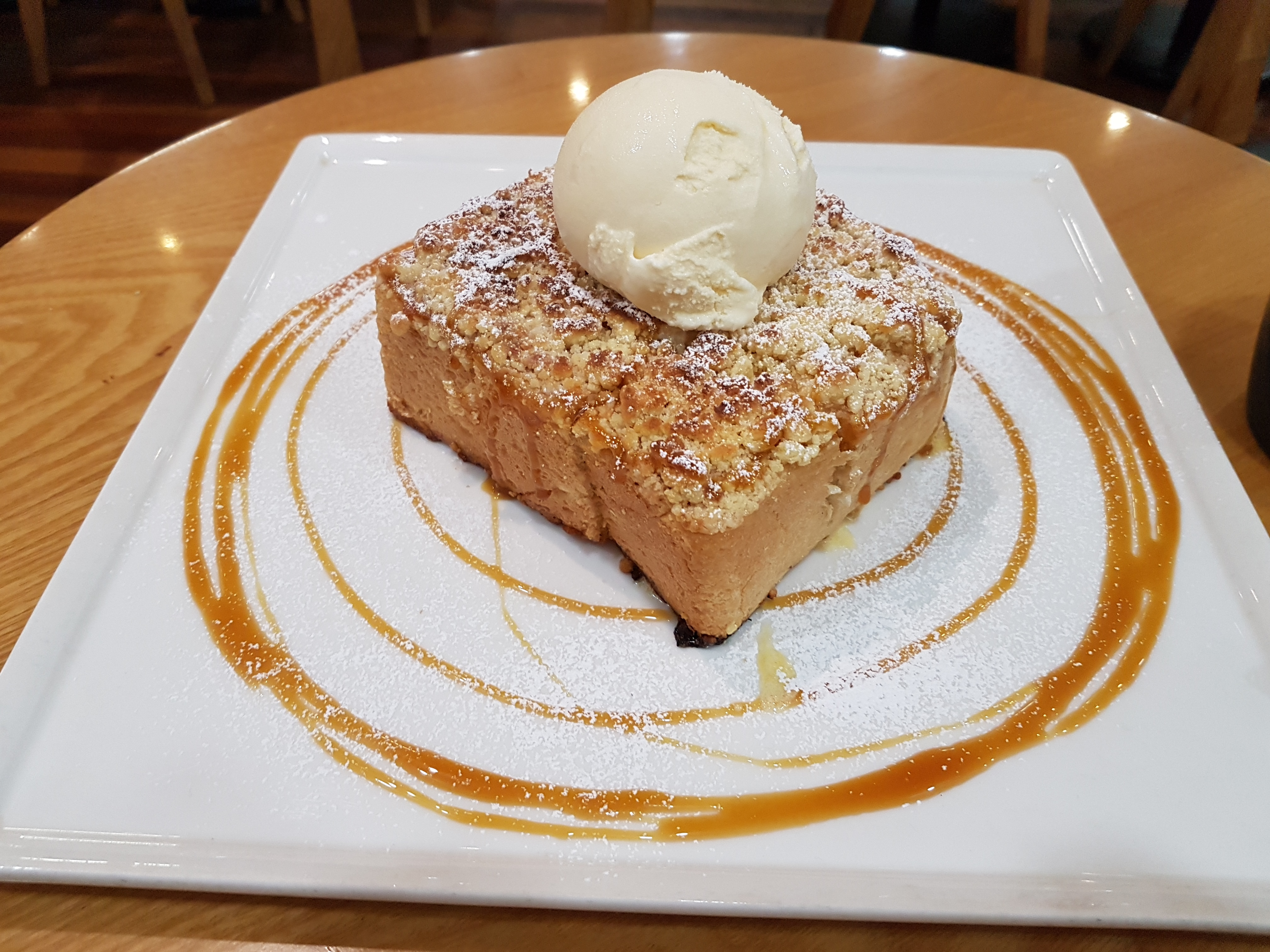
Pancarrè tostato con miele

Si narra che le origini torinesi del pane affettato che sembra uguale dai due lati risalgano al XV secolo, sotto il Ducato di Amedeo VIII di Savoia, al tempo delle esecuzioni in pubblico eseguite dai cosiddetti "boia", ovvero gli esecutori materiali delle condanne a morte, in un misto di eventi storici, personaggi realmente esistiti e storie popolari. 
Secondo la leggenda, il Duca di Savoia, imitando la politica di Carlo VII di Francia, ordinò che fosse obbligatoriamente servito il pane anche ai boia; questi infatti, a causa del loro mestiere, erano parecchio malvisti e sgraditi dal popolo, che si rifiutava di vender loro pane e cibo.
In quel tempo i boia uccidevano esclusivamente per denaro e percepivano altresì un ricco stipendio di base. Si pensi che, all'epoca dell'ultimo boia del XIX secolo, Piero Pantoni, che viveva in via Franco Bonelli, 2, lo stipendio annuale era di circa 2.000 lire, una cifra considerevole se confrontata con quella di un professore universitario, che in genere non superava la metà. In più, il boia poteva ricevere altri soldi a seconda del servizio che gli veniva richiesto, che andava da 21 lire per una impiccagione a 36 lire per uno squartamento.
Non era inconsueto, dunque, evitare questi figuri, da cui anche la nota esclamazione piemontese boja fauss, ovvero "boia falso". Tra i vari disprezzi, vi era anche quello di dar loro le pagnotte di pane voltate al contrario, un segno di sfortuna e di maledizione, da cui l'usanza di non mettere mai il pane a tavola capovolto. 
I boia quindi, protestarono in massa presso i regnanti dell'epoca su questi tipi di comportamenti, che quindi furono proibiti pare addirittura con un editto, che si estendeva dalla Francia altomedioevale alla Savoia, fino a Torino. Allora, i fornai e i panettieri torinesi escogitarono un tipo di pane che sembrava uguale sia da un lato che dall'altro, in modo da continuare a dar sì loro il pane, ma sempre rovesciato, in segno di disprezzo, senza rischiare di essere accusati. Pare che sia sempre dovuto a questi motivi anche il fatto che, da quel momento, i boia volessero esercitare le condanne incappucciati, e non più a volto scoperto, per non farsi riconoscere dal popolo.

### Origini statunitensi
Nel 1917 il tedesco-americano Otto Frederick Rohwedder perfezionò un sistema meccanizzato di taglio in serie del pane, messo in commercio negli Stati Uniti d'America soltanto nel 1928. Tuttavia, l'idea fu esportata da Angela Demichelis e dal marito Onorino Nebiolo, due italo-americani di ritorno dagli Stati Uniti che nel 1925 aprirono a Torino il Caffè Mulassano in piazza Castello. I due baristi cominciarono ad usare questo tipo di taglio del pane per creare i primi tramezzini e toast da servire al banco; il termine carrè, quadrato, che derivava dal dialetto piemontese, venne poi diffuso in tutta Italia, ma risulta un nome assolutamente sconosciuto in Francia.

## Ingredienti

### Pancarré casalingo
- Farina
- Lievito
- Burro
- Acqua
- Sale
- Zucchero
- Latte[12]

### Pancarré commerciale
- Farina di frumento
- Acqua
- Lievito
- Zucchero
- Strutto o olio di oliva o olio di colza
- Sale da cucina
- Emulsionanti (E471, E481)
- Farina di soia
- Conservanti (E280)[13]

## Shokupan
Lo shokupan è un pane al latte molto soffice e delicato, utilizzato in Giappone per preparare i panini.